# Tagadi
Tagadi  è una città e sottoprefettura della Costa d'Avorio appartenente al dipartimento di Bondoukou. Conta una popolazione di 34 440 abitanti (censimento 2014).